# Солнечное (Сумская область)
Солнечное (укр. Сонячне) — село в Чернетчинской сельской общине Ахтырского района Сумской области Украины.
Код КОАТУУ — 5920387801. Население по переписи 2001 года составляет 981 человек.

## Географическое положение
Село Солнечное находится на берегу реки Хухра,
выше по течению примыкает село Мойка (Краснокутский район),
ниже по течению примыкает село Бугроватое.
На реке несколько запруд.

## История
- Село известно с конца XIX века как «Шляховская экономия».
- В конце 1950-х годов получило название посёлок Мирное.
- 1964 год — переименовано в село Солнечное[2].
- В 1991 году посёлок городского типа Солнечное получил статус села[3].

## Экономика
- Молочно-товарная ферма.
- Ивановская опытно селекционная станция сахарной свеклы.

## Объекты социальной сферы
- Детский сад.
- Школа.
- Клуб.
- Дом культуры.
- Больница.